# 淡红忍冬
淡红忍冬（学名：Lonicera acuminata），又名阿里山忍冬，是忍冬科忍冬属的植物。分布在台湾岛、菲律宾、缅甸、喜马拉雅山以及中国大陆的广西、云南、湖南、福建、西藏、湖北、江西、陕西、贵州、甘肃、广东、安徽、四川、浙江等地，生长于海拔500米至3,200米的地区，多生长在山谷、林间旷地、林中、山坡和灌丛中，目前尚未由人工引种栽培。

## 异名
- Lonicera acuminata Wall. ex Roxb. var. depilata Hsu et H. J. Wang
- Lonicera acuminata Wall. ex Roxb. var. giraldii (Rehd.) Hsu et H. J. Wang